# Handboll vid olympiska sommarspelen 1980

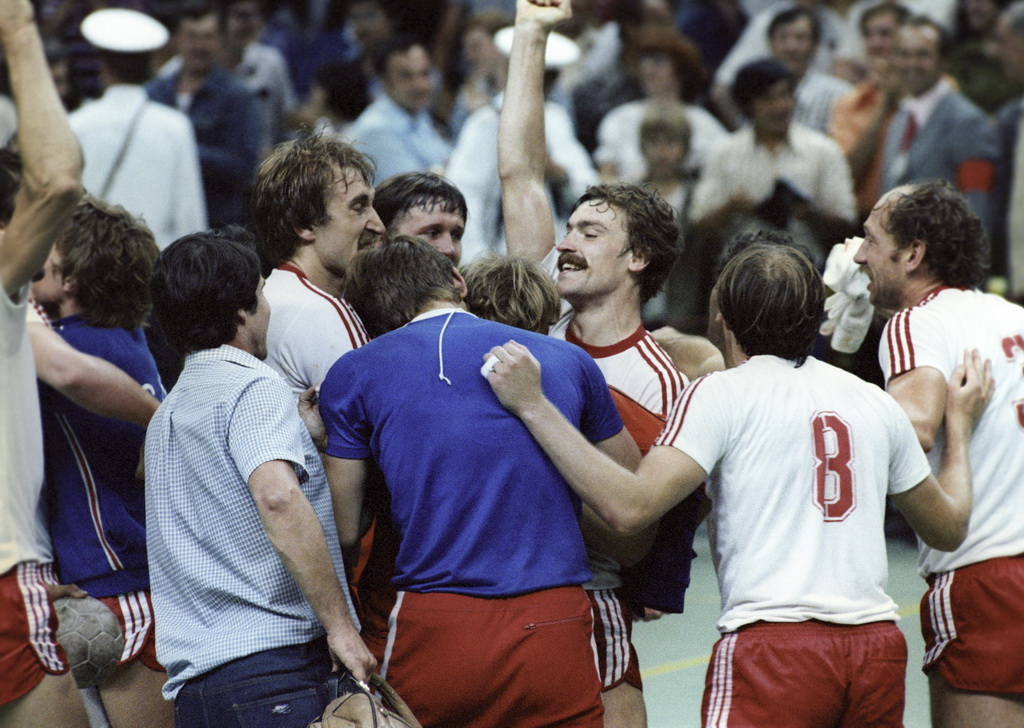
Sovjetunionens herrlag firar segern mot Jugoslavien. RIAN photo.

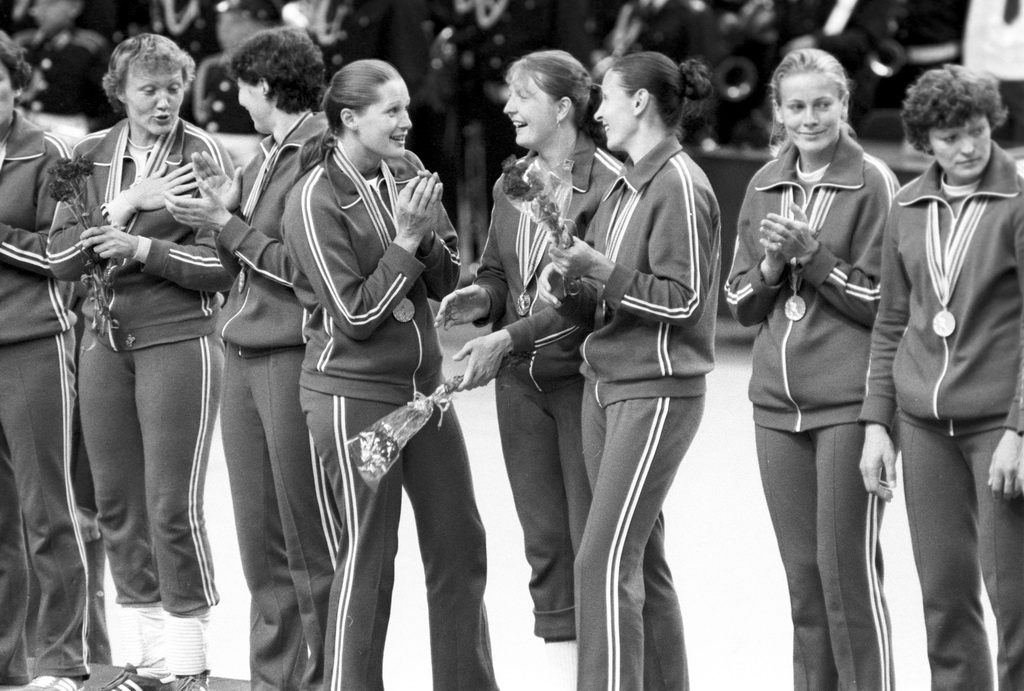
Sovjetunionens damlag under prisceremonin. RIAN photo.

Handbollsturneringen vid Olympiska sommarspelen 1980 avgjordes i Moskva.

## Medaljfördelning
| Gren                            | Guld | Silver | Brons |
| Damernas turnering Detaljer...  | Sovjetunionen Larysa Karlova Tetyana Kotjerhina Valentyna Lutajeva Aldona Nenėnienė Lyubov Odynokova Iryna Paltjykova Lyudmila Poradnyk Julija Safina Larisa Savkina Sigita Strečen Natalija Tjmosjkina Zinaida Turtjyna Olha Zubarjeva | Jugoslavien Svetlana Anastasovska Mirjana Đurica Radmila Drljača Katica Ileš Slavica Jeremić Svetlana Kitić Jasna Kolar-Merdan Vesna Milošević Mirjana Ognjenović Vesna Radović Radmila Savić Ana Titlić Biserka Višnjić Zorica Vojinović                           | Östtyskland Birgit Heinecke Roswitha Krause Waltraud Kretzschmar Katrin Krüger Kornelia Kunisch Evelyn Matz Kristina Richter Christina Rost Sabine Röther Renate Rudolph Marion Tietz Petra Uhlig Claudia Wunderlich Hannelore Zober |
| Herrarnas turnering Detaljer... | Östtyskland Siegfried Voigt Günter Dreibrodt Peter Rost Klaus Gruner Hans-Georg Beyer Dietmar Schmidt Hartmut Krüger Lothar Doering Ernst Gerlach Frank-Michael Wahl Ingolf Wiegert Wieland Schmidt Rainer Höft Hans-Georg Jaunich      | Sovjetunionen Michail Isjtjenko Viktor Machorin Sergej Kusjniryjuk Aleksandr Karsjakevitj Vladimir Kravtsov Vladimir Belov Anatolij Fedyjukin Aleksandr Anpilogov Evgenij Tjernysjov Aleksej Zjuk Nikolaj Tomin Jurij Kidyjajev Vladimir Repijev Valdemar Nivitskij | Rumänien Nicolae Munteanu Marian Dumitru Iosif Boroș Maricel Voinea Vasile Stîngă Radu Voinea Cezar Drăgăniṭă Cornel Durău Ştefan Birtalan Alexandru Fölker Neculai Vasilcă Lucian Vasilache Andrian Cosma Claudiu Eugen Ionescu     |

## Grupper

### Herrar
Herrarnas turnering innehöll tolv lag i två grupper.
| Grupp A: - Östtyskland - Ungern - Spanien - Polen - Danmark - Kuba | Grupp B: - Sovjetunionen - Rumänien - Jugoslavien - Schweiz - Algeriet - Kuwait |

### Damer
Damernas turnering innehöll sex lag i en grupp.